# Curtiss JN-4
Il Curtiss JN-4 Jenny era un monomotore biplano da addestramento biposto prodotto dall'azienda statunitense Curtiss Aeroplane and Motor Company e successivamente dalla canadese Canadian Aeroplanes Limited negli anni dieci del XX secolo.
Sviluppo dei precedenti JN-2 e JN-3, il Jenny fu uno dei velivoli statunitensi più rappresentativi della prima parte del XX secolo e con il quale vennero formati più del 95% dei piloti di United States Army Air Service e Australian Flying Corps.

## Storia

### Sviluppo

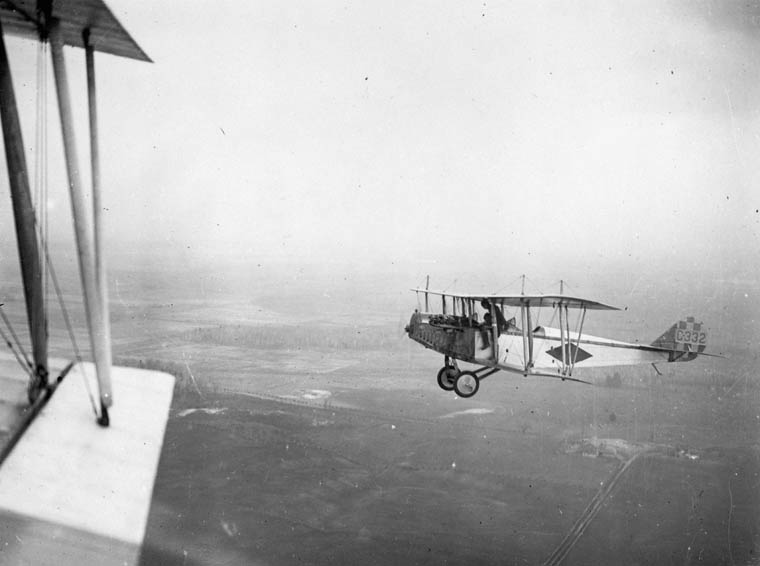
Un Curtiss JN-4 in volo nel cielo sopra l'Ontario centrale, Canada, circa 1918.

Il JN-4 deriva dall'ulteriore sviluppo dei precedenti Curtiss JN-2 e JN-3, il primo un velivolo inferiore alle aspettative dell'azienda ed il secondo un modello di transizione. Le scarse capacità in termini prestazionali del JN-2 costrinsero Glenn Curtiss, titolare e progettista dell'azienda che portava il suo nome, a modificare il progetto originale. Il JN-2 era caratterizzato da una configurazione alare biplana con ali superiore ed inferiore di ugual misura e dotato di alettoni comandati da una staffa fissata sull'abitacolo anteriore; risultava essere sottopotenziato, gravato da un peso eccessivo che si ripercuoteva in una velocità variometrica limitata. Il successivo JN-3 intendeva migliorarne le caratteristiche adottando una configurazione alare sempre biplana ma con l'ala inferiore spostata verso coda e con gli alettoni presenti solamente su quella superiore e controllati da una barra di comando. Venne inoltre adottata una pedaliera con la quale controllare il timone.

### Impiego operativo

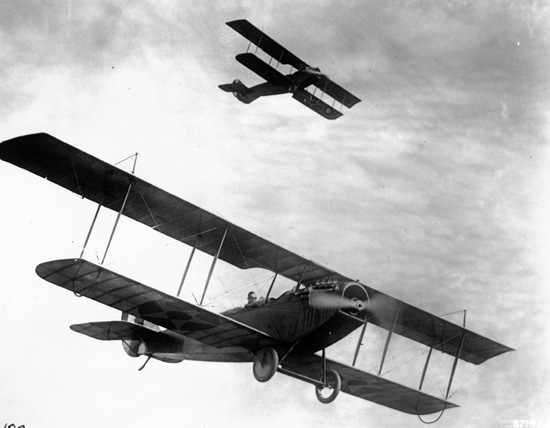
Una coppia di Curtiss JN-4D basati presso Camp Taliaferro, Texas, c. 1918

Il Curtiss JN-4 è probabilmente il più famoso velivolo nordamericano del periodo della Prima guerra mondiale. Benché non sia stato direttamente utilizzato nel conflitto, il JN-4 fu il modello da addestramento più usato, secondo una stima almeno nel 95% dei casi, per la formazione di primo livello dei piloti dell'US Army.
La versione statunitense venne soprannominata "Jenny" dai suoi equipaggi, non una designazione ufficiale ma per assonanza della sigla assegnata al modello. Assieme all'Avro 504 di costruzione britannica, il JN-4 (Canadian) venne impiegato nello stesso ruolo anche dalle forze aeree, terrestre e navale, del Regno Unito utilizzando la versione canadese prodotta dalla Canadian Aeroplanes Ltd. Furono molti i piloti dei Royal Flying Corps che conseguirono il brevetto di pilota sul JN-4, inizialmente in Ontario e successivamente nelle strutture invernali del Camp Taliaferro, Texas.
Benché progettato espressamente per ricoprire il ruolo di aereo da addestramento, durante il periodo di servizio operativo il JN-4 fu oggetto di numerose modifiche che gli permisero di essere utilizzato in diversi ruoli. Grazie alla sua robusta struttura, nella versione canadese fu ad esempio modificato per sostituire l'originario carrello d'atterraggio con una coppia di sci per poter operare da terreni innevati, riuscendo così ad essere utilizzato tutto l'anno e anche in condizioni meteorologiche avverse. Inoltre la particolare struttura della fusoliera posta dietro il posto di pilotaggio permise di ricavare uno scompartimento adatto al trasporto di una barella e di equipaggiamento addizionale, divenendo tra i primi aereo ambulanza a svolgere questo ruolo sia in tempo di guerra che negli anni successivi. La maggior parte dei 6 813 Jenny costruiti erano privi di armamento, tuttavia vi furono esemplari destinati all'addestramento avanzato, equipaggiati con mitragliatrici e dispositivi di lancio per bombe aeronautiche da caduta.
Inizialmente prodotto presso gli stabilimenti della Curtiss a Buffalo, New York, in quel periodo la struttura produttiva aeronautica più estesa del mondo, a causa della sempre maggiore richiesta dal novembre 1917 al gennaio 1919 vennero coinvolte altre sei differenti aziende nella costruzione della definitiva versione JN-4D. La produzione di parti di ricambio e la lavorazione su parti ricondizionate continuò sporadicamente fino al 1927 per soddisfare le richieste provenienti dal mercato dell'aviazione civile dal Canada e dagli Stati Uniti d'America.
L'ultimo sviluppo del modello fu il JN-6 equipaggiato con un 8 cilindri a V Hispano-Suiza 8, versione ordinata dalla United States Navy, la marina militare statunitense, nel 1918. In seguito ne venne realizzata una versione idrovolante a galleggiante centrale, che risultò però così differente nella struttura della cellula da considerarlo a tutti gli effetti un nuovo modello identificato come N-9. Durante il servizio nell'U.S. Army Air Service, i JN-4 ed i JN-6 furono in seguito ridesignati JNS ("S" per "standardized", standardizzato). Il Jenny rimase in servizio nell'US Army sino al 1927.
Dopo il termine della Prima guerra mondiale, migliaia di esemplari vennero ceduti sul mercato dell'aviazione civile, acquistati anche da privati tra cui, nel maggio 1923, da Charles Lindbergh che lo utilizzò nei suoi voli in solitario. Gli esemplari surplus US Army vennero ceduti, alcuni mai utilizzati ed ancora impacchettati dalla fabbrica, per la simbolica cifra di $ 50, praticamente inflazionando il mercato, dato che in realtà il valore si attestava sui $200–$500 in funzione dalle condizioni. A seguito delle restrizioni introdotte nelle normative di sicurezza nel traffico aereo civile e privato statunitense del periodo, i piloti trovarono nella modesta velocità massima e nella stabilità del Jenny un modello ideale per l'utilizzo nei circhi volanti, manifestazioni di acrobazia aerea in voga negli Stati Uniti d'America negli anni venti dove venivano riprodotti i combattimenti aerei, spesso affiancando il comparabile Standard J-1, rimanendo operativi fino agli anni trenta.
La cellula del JN-4 venne riutilizzata per produrre i primi modelli Weaver Aircraft Company of Ohio / Advance Aircraft Company / Waco, come il Waco 6.

## Descrizione tecnica
Il JN-4 era un velivolo di impostazione, per l'epoca, classica; monomotore biposto a velatura biplana e carrello fisso.
La fusoliera, costruita in tecnica mista con struttura in tubi d'acciaio saldati e ricoperta in tela, era caratterizzata dalla presenza dei due abitacoli separati aperti posizionati in tandem. Posteriormente terminava in un impennaggio classico monoderiva e dotato di piani orizzontali controventati.
La configurazione alare era biplana con ala superiore ed inferiore di ugual misura, quest'ultima leggermente spostata verso coda, collegate tra loro da una serie di montanti verticali integrati da tiranti in cavetto d'acciaio.
Il carrello d'atterraggio era fisso, molto semplice, montato su una struttura tubolare al di sotto della fusoliera, dotato di ruote di grande diametro collegate da un asse rigido ed integrato posteriormente con un pattino d'appoggio.
La propulsione era affidata ad un motore Curtiss OX-5, un 8 cilindri a V di 90° raffreddato a liquido in grado di erogare una potenza pari a 90 hp (67 kW), posizionato all'apice anteriore della fusoliera ed abbinato ad un'elica bipala in legno a passo fisso.

## Versioni
- JN-4 - prototipo

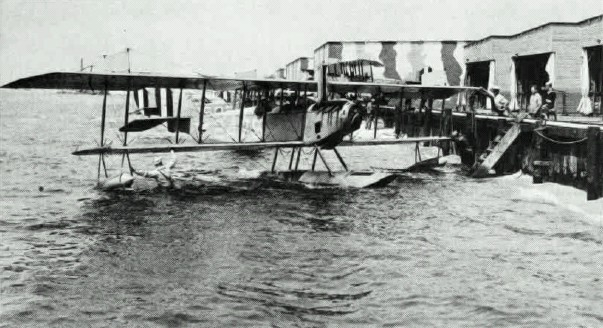
Un Curtiss N-9

- JN-4A - versione di produzione di serie del JN-4 prodotta in 781 esemplari.
- JN-4B - versione motorizzata OX-2, prodotta in 76 esemplari per U.S. Army e 9 per la U.S. Navy.
- JN-4C - versione sperimentale costruita in soli due esemplari.
- JN-4Can Canuck - versione costruita su licenza in Canada dalla Canadian Aeroplanes Ltd, prodotta in 1 260 esemplari.
- JN-4D - ulteriore sviluppo, versione maggiormente prodotta in 2 812 esemplari.
  - JN-4D-2 - prototipo realizzato in un solo esemplare.
- JN-4H - versione biposto da addestramento avanzato prodotta in 929 esemplari destinati alla U.S. Army.
  - JN-4HT - versione biposto e bicomando da addestramento.
  - JN-4HB - versione da addestramento da bombardamento.
  - JN-4HG - versione da addestramento mitraglieri.
- JN-5H - biplano da addestramento avanzato, costruito in un unico esemplare.
- JN-6H - ulteriore sviluppo, versione dotata di aleroni maggiorati che migliorarono il controllo del volo, prodotta in 1 035 esemplari destinati al U.S. Army e cinque per la U.S. Navy.
  - JN-6BH - versione da addestramento da bombardamento.
  - JN-6HG-1 - versione biposto e bicomando da addestramento.
  - JN-6HG-2 - versione monocomando da addestramento mitraglieri.
  - JN-6HO - versione monocomando da addestramento osservatori.
  - JN-6HP - versione monocomando da addestramento caccia d'inseguimento.
- JNS - tra i 200 e i 300 esemplari U.S. Army aggiornati e modernizzati nei primi anni venti.
- Ericson Special Three - alcuni esemplari prodotti dalla Canadian Aeroplanes Ltd ricondizionati e dotati di un terzo abitacolo.
- Twin JN - versione ingrandita bimotore del JN-4, motorizzata con due motori OXX-2 e prodotta in 8 esemplari.
  - N-9 - versione idrovolante creata sostituendo il carrello con un grande galleggiante singolo centrale sotto alla fusoliera e due più piccoli alle estremità delle ali (stabilizzatori).

## Utilizzatori

### Militari
Argentina
- Aviación Naval

 Australia
- Australian Flying Corps

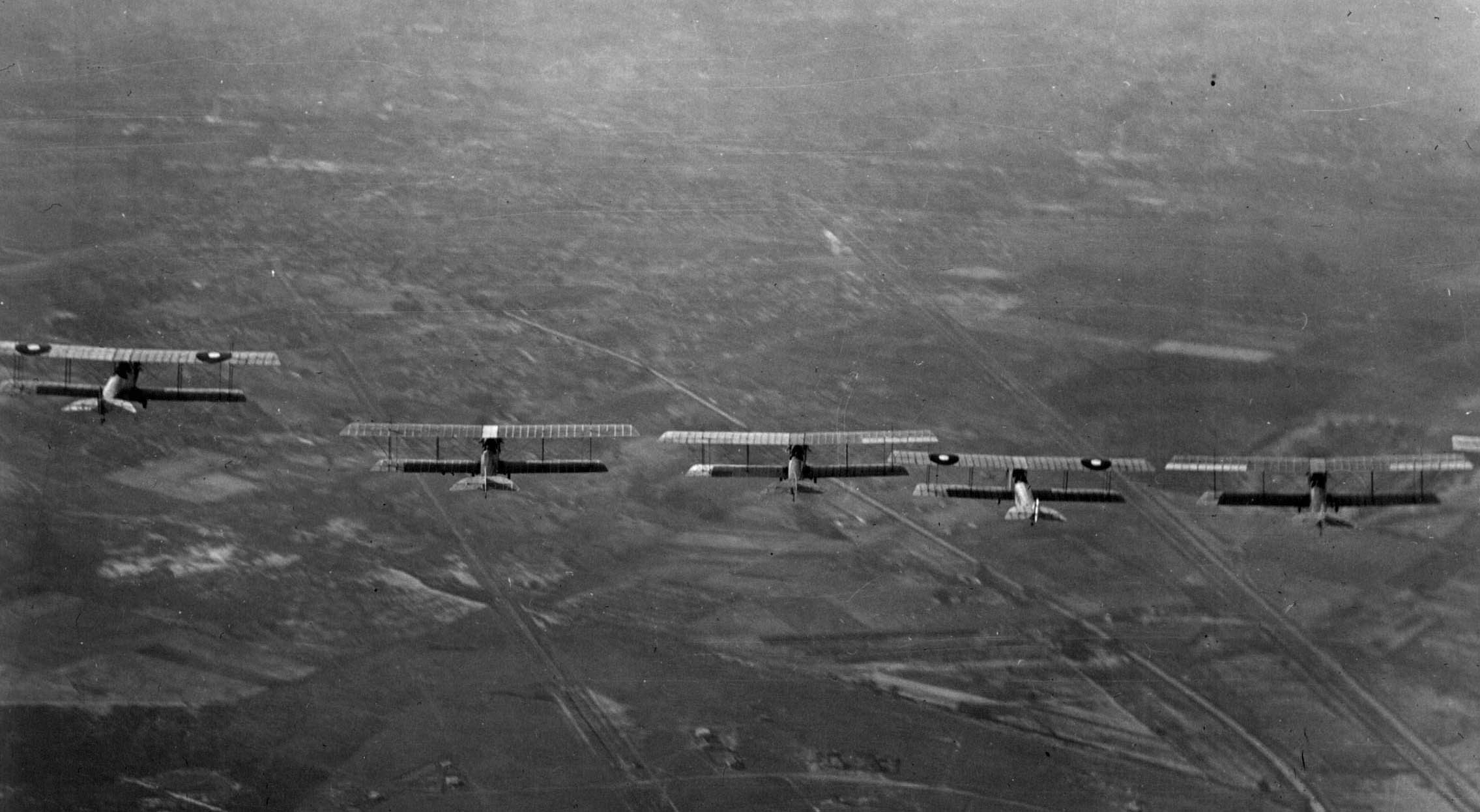
Una formazione di Jenny durante l'addestramento dei piloti dell'United States Army Air Service che verranno impiegati nella prima guerra mondiale.

  - No. 3 Squadron AFC - utilizzato per l'addestramento dei nuovi piloti.
  - Central Flying School AFC a Point Cook, Victoria.

 Canada
- Royal Canadian Air Force

 Cuba
- Cuerpo Aéreo del Ejército de Cuba

 Regno Unito
- Royal Flying Corps
  - No. 24 Squadron RFC
  - No. 25 Squadron RFC
- Royal Naval Air Service

 Stati Uniti
- United States Army Signal Corps Aviation Section (1915)
- United States Army Signal Corps Aeronautical Division (1915–1918)
- United States Army Air Service (dal 1918)
- United States Marine Corps
- United States Navy

### Civili
Canada
- Canadian Airways
- Elliot Air Service, Red Lake, Ontario[11]

## Esemplari attualmente esistenti

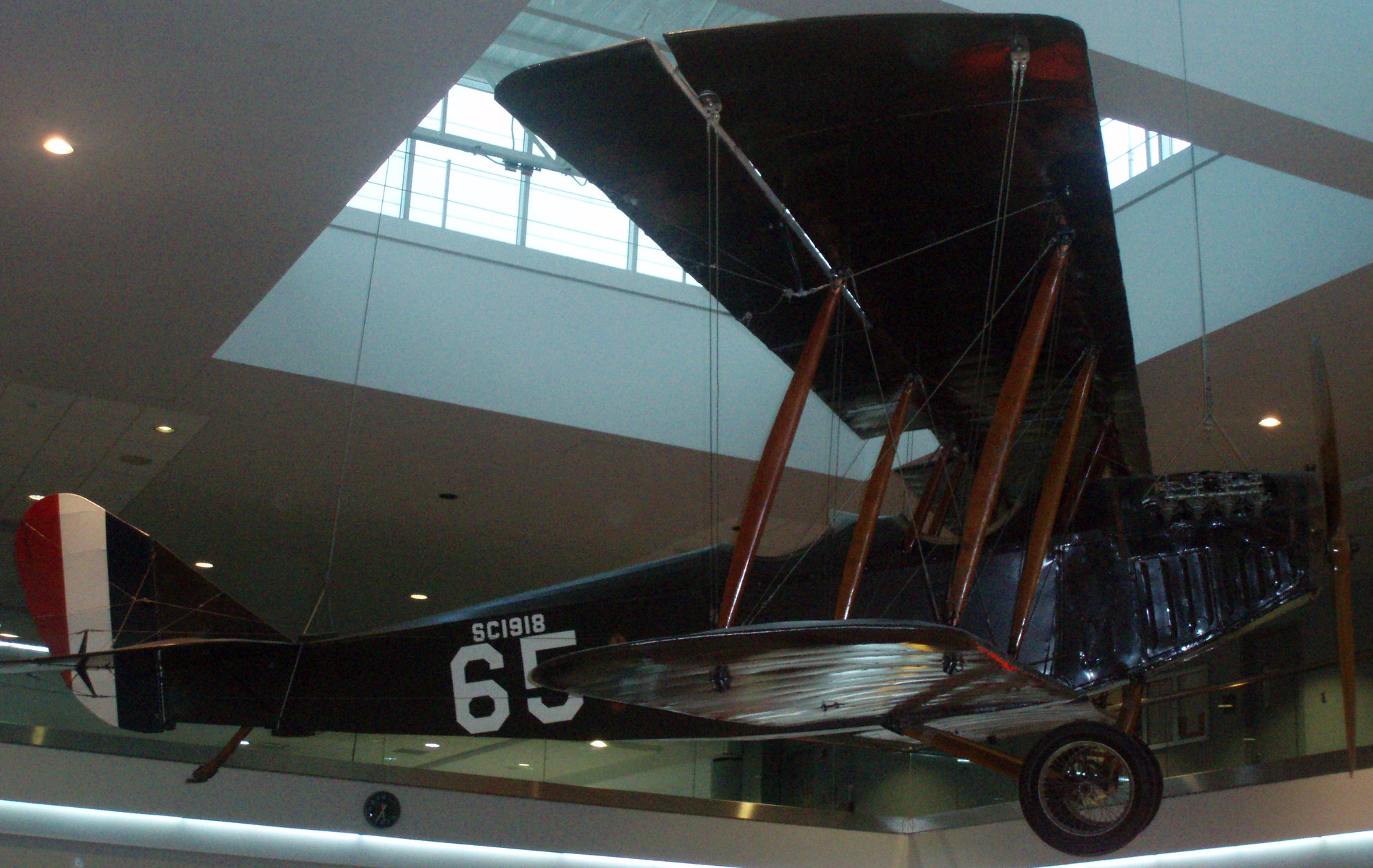
Il 1918 Curtiss JN-4D, esposto al Denver International Airport, restaurato dall'Antique Airplane Association in Colorado.

Grazie al grande numero di esemplari prodotti sono almeno 50 i Jenny arrivati ai nostri giorni appartenenti sia a musei che a privati. Tra questi sono presenti:
- JN-4D U.S. Army Air Corps 1282, costruito nel 1917, in condizioni di volo nella collezione del Western Antique Aeroplane & Automobile Museum WAAAM di Hood River, Oregon.[12]
- JN4-D, USAAC 2805 è esposto presso la Early Years gallery del National Museum of the United States Air Force di Dayton, Ohio. Il velivolo venne Acquistato da Robert Pfiel di Taylor, nel Texas, nel 1956.[13]
- JN-4D Signal Corps 2975, c/n 450, costruito nel 1918, esposto presso il Virginia Aviation Museum di Richmond, in Virginia.

## Curiosità

### Filatelia

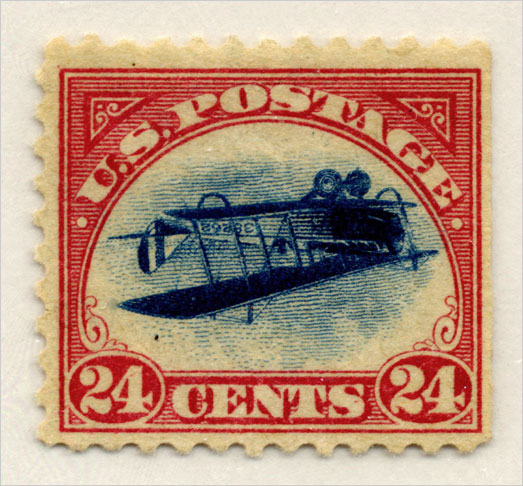
Uno dei francobolli più rari: lInverted Jenny in Italia noto come "Jenny Rovesciato" e che presenta l'aeroplano erroneamente al contrario.

Il JN-4 Jenny è noto tra i filatelici per essere rappresentato in uno dei più rari francobolli a livello mondiale, l'Inverted Jenny in Italia noto come Jenny Rovesciato. La sua rarità si deve all'errata stampa della vignetta del valore facciale da 24 centesimi di dollaro creato espressamente per essere utilizzato nel servizio di posta aerea inaugurato il 15 maggio 1918 sulla rotta Washington-Filadelfia-New York.

## Velivoli comparabili
Stati Uniti
- Standard J-1